# Atchisson Assault Shotgun AA-12

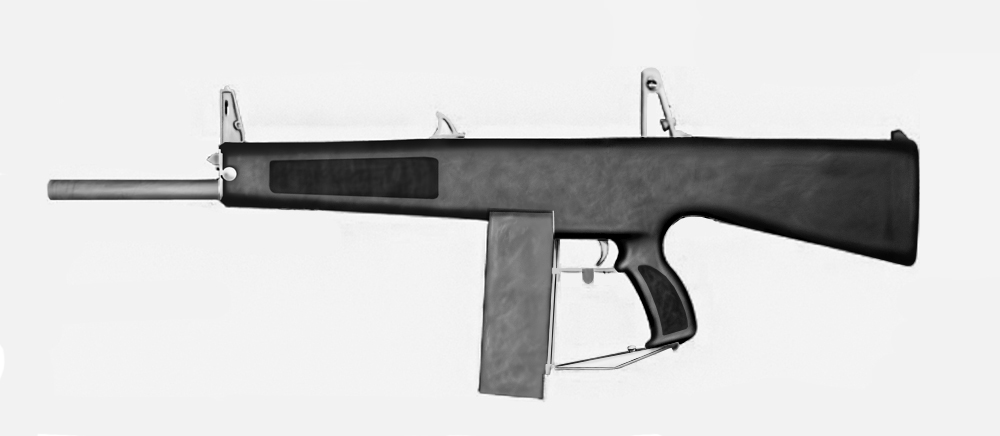
AA-12 avec un magasin standard.

L’Auto Assault-12 (AA-12), aussi nommé Atchisson Assault Shotgun, est un fusil automatique de calibre 12 créé en 1972 par l'ingénieur américain Maxwell Atchisson.

## Description
L'AA-12 est muni d'un sélecteur de tir permettant d'opérer en mode automatique ou semi-automatique. Il dispose d'une cadence de tir de 300 coups par minute, avec une vitesse à la bouche de 320 m/s.
Il existe deux types de chargeurs : le premier contenant huit cartouches (dans une boîte) et le second ayant une capacité de vingt ou trente-deux cartouches (dans un tambour). Une douzaine de types de cartouches différents ont été élaborés en fonction des situations de combat, dont une appelée « FRAG-12 », renfermant une petite grenade stabilisée par des ailettes et explosant en vol ou à l'impact.

## Mécanisme
Mécaniquement, l'AA-12 est une sorte de PM Thompson hypertrophié pour tirer les munitions de calibre 12.
Ce fusil a connu un renouveau depuis peu, dans une nouvelle mouture avec carcasse en polymère avec adjonction de rails Picatinny et menues innovations. Celles-ci sont destinées, entre autres, à réduire le recul de l'arme, qui était déjà faible car sa faible cadence de tir et le système à percuteur fixe de la culasse — dont le recul rectiligne reste parfaitement aligné avec le canon, provenant de la Thompson — font que l'arme ne relève guère durant le tir mais avance et recule horizontalement. Ainsi, il est particulièrement aisé de maintenir l'arme en ligne, même durant une rafale prolongée.

## Dans la culture populaire
L'AA-12 apparaît dans plusieurs œuvres de fiction.

### Cinéma et télévision
- Dans la série télévisée Stargate SG-1 (1997-2007)
- Dans la série télévisée Breaking Bad (2008-2013)
- Dans le film Expendables : Unité spéciale (2010) de Sylvester Stallone
- Dans le film Predators (2010) de Nimród Antal
- Dans le Guns Akimbo (2019) de Jason Lei Howden

### Internet
Le youtubeur spécialisé en armes à feu FPSRussia a notamment fait une présentation de cette arme dans une de ses vidéos diffusée sur sa chaîne YouTube.

### Jeux vidéo
- Dans Spec Ops: The Line (arme de fin de jeu)
- Dans Grand Theft Auto: The Ballad of Gay Tony
- Dans Payday 2 (Steakout 12G)
- Dans Army of Two 40th day

- Dans Call of Duty: Modern Warfare 2
- Dans Tom Clancy's Rainbow Six: Siege
- Dans Call of Duty: Modern Warfare 3
- Dans Call of Duty: Modern Warfare (« JAK-12 »)
- Dans Escape from Tarkov

### Manga et anime
- Dans Parasite, les forces armées japonaises utilisent des AA-12 pour éliminer les parasites durant l'attaque sur la mairie.